# Lista de primeiros-ministros da Bulgária
Esta lista de primeiros-ministros da Bulgária compreende as pessoas que exerceram a chefia do governo da Bulgária desde 1879 até à atualidade, incluindo vários mandatos repetidos e primeiros-ministros interinos.
O atual primeiro-ministro é Rosen Zhelyazkov, que tomou posse a 16 de janeiro de 2025.

## Lista de chefes de governo

### Principado da Bulgária (1878–1908)
| Nº   | Nome                                  | Nome | Início do mandato      | Fim do mandato         | Partido                        |
| ---- | ------------------------------------- | ---- | ---------------------- | ---------------------- | ------------------------------ |
| 1    | Todor Burmov                          |      | 17 de julho de 1879    | 6 de dezembro de 1879  | Partido Conservador            |
| 2    | Arcebispo Kliment Turnovski           |      | 6 de dezembro de 1879  | 7 de abril de 1880     | Partido Conservador            |
| 3    | Dragan Tsankov                        |      | 7 de abril de 1880     | 10 de dezembro de 1880 | Partido Liberal                |
| 4    | Petko Karavelov                       |      | 10 de dezembro de 1880 | 9 de maio de 1881      | Partido Liberal                |
| 5    | Johann Casimir Ehrnrooth              |      | 9 de maio de 1881      | 13 de julho de 1881    | Nenhum (militar)               |
| –    | Cargo extinto                         |      | 13 de julho de 1881    | 5 de julho de 1882     | n/a                            |
| 6    | Leonid Sobolev                        |      | 5 de julho de 1882     | 19 de setembro de 1883 | Nenhum (militar)               |
| (3)  | Dragan Tsankov (2.ª vez)              |      | 19 de setembro de 1883 | 11 de julho de 1884    | Partido Liberal                |
| (4)  | Petko Karavelov (2.ª vez)             |      | 11 de julho de 1884    | 21 de agosto de 1886   | Partido Liberal                |
| (2)  | Arcebispo Kliment Turnovski (2.ª vez) |      | 21 de agosto de 1886   | 24 de agosto de 1886   | Partido Conservador            |
| (4)  | Petko Karavelov (3.ª vez)             |      | 24 de agosto de 1886   | 28 de agosto de 1886   | Partido Liberal                |
| 7    | Vasil Radoslavov                      |      | 28 de agosto de 1886   | 10 de julho de 1887    | Partido Liberal                |
| 8    | Konstantin Stoilov                    |      | 10 de julho de 1887    | 1 de setembro de 1887  | Partido Conservador            |
| 9    | Stefan Stambolov                      |      | 1 de setembro de 1887  | 31 de maio de 1894     | Partido Liberal Popular        |
| (8)  | Konstantin Stoilov (2.ª vez)          |      | 31 de maio de 1894     | 30 de janeiro de 1899  | Partido Popular                |
| 10   | Dimitar Grekov                        |      | 30 de janeiro de 1899  | 13 de outubro de 1899  | Partido Liberal Popular        |
| 11   | Todor Ivanchov                        |      | 13 de outubro de 1899  | 25 de janeiro de 1901  | Partido Liberal (Radoslavista) |
| 12   | Racho Petrov                          |      | 25 de janeiro de 1901  | 5 de março de 1901     | Nenhum (independente)          |
| (4)  | Petko Karavelov (4.ª vez)             |      | 5 de março de 1901     | 4 de janeiro de 1902   | Partido Democrático            |
| 13   | Stoyan Danev                          |      | 4 de janeiro de 1902   | 19 de maio de 1903     | Partido Liberal Progressista   |
| (12) | Racho Petrov (2.ª vez)                |      | 19 de maio de 1903     | 5 de novembro de 1906  | Nenhum (independente)          |
| 14   | Dimitar Petkov                        |      | 5 de novembro de 1906  | 11 de março de 1907    | Partido Liberal Popular        |
| –    | Dimitar Stanchov (interino)           |      | 12 de março de 1907    | 16 de março de 1907    | Nenhum (independente)          |
| 15   | Petar Gudev                           |      | 16 de março de 1907    | 29 de janeiro de 1908  | Partido Liberal Popular        |
| 16   | Aleksandar Malinov                    |      | 29 de janeiro de 1908  | 5 de outubro de 1908   | Partido Democrático            |

### Reino da Bulgária (1908–1946)
| Nº   | Nome                         | Nome | Início do mandato       | Fim do mandato          | Partido                        |
| ---- | ---------------------------- | ---- | ----------------------- | ----------------------- | ------------------------------ |
| 16   | Aleksandar Malinov           |      | 5 de outubro de 1908    | 29 de março de 1911     | Partido Democrático            |
| 17   | Ivan Evstratiev Geshov       |      | 29 de março de 1911     | 14 de junho de 1913     | Partido Popular                |
| (13) | Stoyan Danev (2.ª vez)       |      | 14 de junho de 1913     | 17 de julho de 1913     | Partido Liberal Progressista   |
| (7)  | Vasil Radoslavov (2.ª vez)   |      | 17 de julho de 1913     | 21 de junho de 1918     | Partido Liberal (Radoslavista) |
| (16) | Aleksandar Malinov (2.ª vez) |      | 21 de junho de 1918     | 28 de novembro de 1918  | Partido Democrático            |
| 18   | Teodor Teodorov              |      | 28 de novembro de 1918  | 6 de outubro de 1919    | Partido Popular                |
| 19   | Aleksandar Stamboliyski      |      | 6 de outubro de 1919    | 9 de junho de 1923      | União Agrária Popular Búlgara  |
| 20   | Aleksandar Tsankov           |      | 9 de junho de 1923      | 4 de janeiro de 1926    | Aliança Democrática            |
| 21   | Andrey Lyapchev              |      | 4 de janeiro de 1926    | 29 de junho de 1931     | Aliança Democrática            |
| (16) | Aleksandar Malinov (3.ª vez) |      | 29 de junho de 1931     | 12 de outubro de 1931   | Partido Democrático            |
| 22   | Nikola Mushanov              |      | 12 de outubro de 1931   | 19 de maio de 1934      | Partido Democrático            |
| 23   | Kimon Georgiev               |      | 19 de maio de 1934      | 22 de janeiro de 1935   | Zveno                          |
| 24   | Pencho Zlatev                |      | 22 de janeiro de 1935   | 21 de abril de 1935     | Nenhum (militar)               |
| 25   | Andrey Toshev                |      | 21 de abril de 1935     | 23 de novembro de 1935  | Nenhum (independente)          |
| 26   | Georgi Kyoseivanov           |      | 23 de novembro de 1935  | 16 de fevereiro de 1940 | Nenhum (independente)          |
| 27   | Bogdan Filov                 |      | 16 de fevereiro de 1940 | 9 de setembro de 1943   | Nenhum (independente)          |
| –    | Petur Gabrovski (interino)   |      | 9 de setembro de 1943   | 14 de setembro de 1943  | Nenhum (independente)          |
| 28   | Dobri Bozhilov               |      | 14 de setembro de 1943  | 1 de junho de 1944      | Nenhum (independente)          |
| 29   | Ivan Ivanov Bagrianov        |      | 1 de junho de 1944      | 2 de setembro de 1944   | Nenhum (independente)          |
| 30   | Konstantin Muraviev          |      | 2 de setembro de 1944   | 9 de setembro de 1944   | União Agrária Popular Búlgara  |
| (23) | Kimon Georgiev (2.ª vez)     |      | 9 de setembro de 1944   | 23 de novembro de 1946  | Zveno                          |

### República Popular da Bulgária (1946–1990)
| Nº | Nome             | Nome | Início do mandato      | Fim do mandato         | Partido                                                |
| -- | ---------------- | ---- | ---------------------- | ---------------------- | ------------------------------------------------------ |
| 31 | Georgi Dimitrov  |      | 23 de novembro de 1946 | 2 de julho de 1949     | Partido Comunista Búlgaro                              |
| 32 | Vasil Kolarov    |      | 2 de julho de 1949     | 23 de janeiro de 1950  | Partido Comunista Búlgaro                              |
| 33 | Valko Chervenkov |      | 3 de fevereiro de 1950 | 17 de abril de 1956    | Partido Comunista Búlgaro                              |
| 34 | Anton Yugov      |      | 17 de abril de 1956    | 19 de novembro de 1962 | Partido Comunista Búlgaro                              |
| 35 | Todor Zhivkov    |      | 19 de novembro de 1962 | 7 de julho de 1971     | Partido Comunista Búlgaro                              |
| 36 | Stanko Todorov   |      | 7 de julho de 1971     | 16 de junho de 1981    | Partido Comunista Búlgaro                              |
| 37 | Grisha Filipov   |      | 16 de junho de 1981    | 21 de março de 1986    | Partido Comunista Búlgaro                              |
| 38 | Georgi Atanasov  |      | 21 de março de 1986    | 3 de fevereiro de 1990 | Partido Comunista Búlgaro                              |
| 39 | Andrey Lukanov   |      | 3 de fevereiro de 1990 | 7 de dezembro de 1990  | Partido Comunista Búlgaro / Partido Socialista Búlgaro |

### República da Bulgária (1990–atualidade)
| Nº   | Nome                         | Nome | Início do mandato       | Fim do mandato          | Partido                                                                  |
| ---- | ---------------------------- | ---- | ----------------------- | ----------------------- | ------------------------------------------------------------------------ |
| 40   | Dimitar Iliev Popov          |      | 7 de dezembro de 1990   | 8 de novembro de 1991   | Nenhum (independente)                                                    |
| 41   | Philip Dimitrov              |      | 8 de novembro de 1991   | 30 de dezembro de 1992  | União de Forças Democráticas                                             |
| 42   | Lyuben Berov                 |      | 30 de dezembro de 1992  | 17 de outubro de 1994   | Nenhum (independente) Apoiado pelo Movimento pelos Direitos e Liberdades |
| –    | Reneta Indzhova (interina)   |      | 17 de outubro de 1994   | 25 de janeiro de 1995   | Nenhum (independente)                                                    |
| 43   | Zhan Videnov                 |      | 25 de janeiro de 1995   | 13 de fevereiro de 1997 | Partido Socialista Búlgaro                                               |
| –    | Stefan Sofiyanski (interino) |      | 13 de fevereiro de 1997 | 21 de maio de 1997      | União de Forças Democráticas                                             |
| 44   | Ivan Kostov                  |      | 21 de maio de 1997      | 24 de julho de 2001     | União de Forças Democráticas                                             |
| 45   | Simeão de Saxe-Coburgo-Gota  |      | 24 de julho de 2001     | 17 de agosto de 2005    | Movimento Nacional Simeão II                                             |
| 46   | Sergei Stanishev             |      | 17 de agosto de 2005    | 27 de julho de 2009     | Partido Socialista Búlgaro                                               |
| 47   | Boyko Borisov                |      | 27 de julho de 2009     | 13 de março de 2013     | Cidadãos pelo Desenvolvimento Europeu da Bulgária                        |
| 48   | Marin Raykov (interino)      |      | 13 de março de 2013     | 29 de maio de 2013      | Nenhum (independente)                                                    |
| 49   | Plamen Oresharski            |      | 29 de maio de 2013      | 6 de agosto de 2014     | Nenhum (independente) Apoiado pelo Partido Socialista Búlgaro            |
| 50   | Georgi Bliznashki (interino) |      | 6 de agosto de 2014     | 7 de novembro de 2014   | Nenhum (independente)                                                    |
| (47) | Boyko Borisov                |      | 7 de novembro de 2014   | 27 de janeiro de 2017   | Cidadãos pelo Desenvolvimento Europeu da Bulgária                        |
| –    | Ognyan Gerdzhikov (interino) |      | 27 de janeiro de 2017   | 4 de maio de 2017       | Movimento Nacional pela Estabilidade e Progresso                         |
| (47) | Boyko Borisov                |      | 4 de maio de 2017       | 12 de maio de 2021      | Cidadãos pelo Desenvolvimento Europeu da Bulgária                        |
| 51   | Stefan Yanev                 |      | 12 de maio de 2021      | 13 de dezembro de 2021  | Nenhum (independente)                                                    |
| 52   | Kiril Petkov                 |      | 13 de dezembro de 2021  | 2 de agosto de 2022     | Nós continuamos a mudança                                                |
| 53   | Galab Donev                  |      | 2 de agosto de 2022     | 6 de junho de 2023      |                                                                          |
| 54   | Nikolai Denkov               |      | 6 de junho de 2023      | 9 de abril de 2024      | Nós continuamos a mudança                                                |
| –    | Dimitar Glavchev (interino)  |      | 9 de abril de 2024      | 16 de janeiro de 2025   | Nenhum (independente)                                                    |
| 55   | Rosen Zhelyazkov             |      | 16 de janeiro de 2025   | presente                | Cidadãos pelo Desenvolvimento Europeu da Bulgária                        |